# 5 Astraea
5 Astraea (Astræa u ranoj znanstvenoj literaturi) je veliki asteroid glavnog pojasa. Njegova je površina vrlo reflektivna, a po sastavu je vjerojatno mješavina željeza i nikla s magnezijevim i željeznim silikatima.
Asteaea je peti otkriveni asteroid. Otkrio ga je Karl Ludwig Hencke (astronom amater zaposlen u poštanskom uredu), 8. prosinca 1845., dok je tražio asteroid Vestu. Henckeu je ovo bio prvi od dva otkrivena asteroida - drugi je bio 6 Hebe. Kralj Pruske dodijelio je Henckeu godišnju nagradu od 1200 maraka za ovo otkriće.
Astraea je značajna po tome što je otkrivena punih 38 godina nakon otkrića prethodnog asteroida, Veste (otkrivena 1807.). Do tada se smatralo da postoje samo 4 asteroida - Ceres, Pallas, Juno i Vesta. Nakon otkrića Astraee, slijedile su otkrića tisuće drugih asteroida.
Do danas je zabilježena jedna okultacija zvijezde Astraeom, i to 2. veljače 1991.

## Vanjske poveznice
- AN 23 (1846) 393 (in German)
- MNRAS 7 (1846) 27

… | 4 Vesta | 5 Astraea | 6 Hebe | …